# 마이클 바턴
마이클 바탄(영어: Michael S. Vartan, 1968년 11월 27일 ~ )은 프랑스, 미국의 배우이다.

## 출연 작품

### 영화
- 1991년 《한 남자와 두 여자》
- 1992년 《스크링거》
- 1996년 《투 웡 푸》
- 1997년 《사랑의 이름으로》
- 1997년 《터치 미》
- 1999년 《졸업》
- 2000년 《25살의 키스》
- 2000년 《운명같은 사랑》
- 2000년 《샌드》
- 2001년 《넥스트 베스트 씽》
- 2002년 《스토커》
- 2005년 《피오릴레》
- 2005년 《퍼펙트 웨딩》
- 2007년 《로그》
- 2008년 《조렌느》
- 2010년 《하이스쿨》
- 2011년 《콜롬비아나》

### 텔레비전 드라마
- 2001~2006년 《앨리어스》(시즌1~5)
- 2007~2008년 《빅 샤츠》
- 2009~2011년 《호손》(시즌1~3)